# Киров (Калушка област)
Киров (рус. Киров) град је у Русији у Калушкој области. Према попису становништва из 2010. у граду је живело 31888 становника.

## Становништво
| 1939.  | 1959.  | 1970.  | 1979.  | 1989.  | 2002.  | 2010.  |
| ------ | ------ | ------ | ------ | ------ | ------ | ------ |
| 15.313 | 16.647 | 29.355 | 33.492 | 35.962 | 38.893 | 31.888 |